# Bufo stejnegeri
Espèce
Synonymes
- Bufo kangi Yoon, 1975
- Bufo cycloparotidos Zhao & Huang, 1982

Statut de conservation UICN

 LC  : Préoccupation mineure

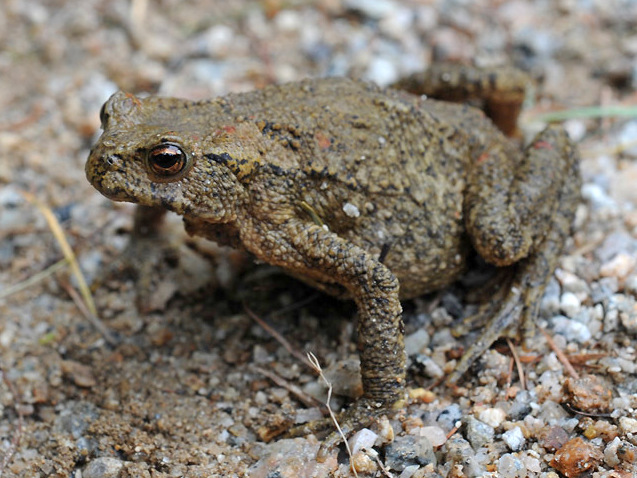

Bufo stejnegeri est une espèce d'amphibiens de la famille des Bufonidae.

## Répartition
Cette espèce se rencontre entre 200 et 700 m d'altitude :
- en Corée du Sud ;
- en Corée du Nord ;
- en Chine dans l'est de la province du Liaoning.

## Étymologie
Cette espèce est nommée en l'honneur de Leonhard Hess Stejneger.

## Publication originale
- Schmidt, 1931 : A New Toad from Korea. Copeia, vol. 1931, no 3, p. 93-94.